# Gyöngyfa-Magyarmecske megállóhely
Gyöngyfa-Magyarmecske megállóhely egy Baranya vármegyei vasúti megállóhely a MÁV üzemeltetésében. Elnevezése némileg megtévesztő, mert a két névadó település, Gyöngyfa és Magyarmecske egyikének közigazgatási területét sem érinti, valójában mindkettő központjától több kilométerre északra található, Királyegyháza község határai között. Gyöngyfa északi határszélétől néhány tíz méterre, központjától 2,5 kilométerre esik, Magyarmecske központjától a távolsága több mint 4,5 kilométer.
Közvetlenül a Szentlőrinctől Sellye térségéig (Csányoszró-Nagycsányig) húzódó 5805-ös út vasúti keresztezése mellett, annak keleti oldalán helyezkedik el, közúti elérését is ez az út biztosítja.

## Elhelyezkedés
A Szentlőrinc–Sellye-vasútvonal 75-ös szelvényénél található megállóhely Királyegyháza lakott területének délnyugati szélétől néhány száz méterre délre található, lényegesen közelebb hozzá, mint a két névadó település bármelyikéhez. Az 1903-as téli menetrend még nem jelölte; az 1929-es menetrendben Rónádfa-Magyarmecske mh. néven szerepelt. A megállóhelyen csak egy meglehetősen elhanyagolt állapotú esőbeálló építmény található.

## Vasútvonalak
A megállóhelyet az alábbi vasútvonalak érintik:
- Szentlőrinc–Sellye-vasútvonal

## Kapcsolódó állomások
A megállóhelyhez az alábbi állomások vannak a legközelebb:
- Sumony megállóhely (Szentlőrinc–Sellye-vasútvonal)
- Királyegyháza-Rigópuszta megállóhely (Szentlőrinc–Sellye-vasútvonal)

## Forgalom
| Járat        | Útvonal | Gyakoriság |
| ------------ | --- | ---------- |
| személyvonat | Sellye – Kákics – Okorág-Kárászpuszta – Sumony – Gyöngyfa-Magyarmecske – Királyegyháza-Rigópuszta – Szentlőrinc | 2 óránként |